# Hymenaster koehleri
Hymenaster koehleri är en sjöstjärneart som beskrevs av Fisher 1910. Hymenaster koehleri ingår i släktet Hymenaster och familjen knubbsjöstjärnor. Inga underarter finns listade i Catalogue of Life.